# Poecilus striatopunctatus
Poecilus striatopunctatus – gatunek chrząszcza z rodziny biegaczowatych i podrodziny dzierowatych.

## Taksonomia
Gatunek ten opisany został po raz pierwszy w 1812 roku przez Caspara Erasmusa Duftschmida pod nazwą Carabus striatopunctatus.

## Morfologia
Chrząszcz o wydłużonym, owalnym w zarysie ciele o długości od 8,8 do 12,9 mm, ubarwionym czarno z grzbietową stroną metalicznie zieloną, zielononiebieską, niebieską, fioletową lub czarną, a niekiedy także z członami czułków od pierwszego do trzeciego brązowawymi lub ciemnoczerwonymi. Te trzy początkowe człony czułków zaopatrzone są w ostry kil. Głowa przynajmniej w tyle jest wyraźnie punktowana. Wyposażona jest w duże oczy i ma krótkie skronie za nimi. Przedplecze jest wyraźnie sercowate, węższe od pokryw, o krawędziach bocznych najpierw zaokrąglonych, a potem wklęśle zafalowanych ku wyraźnie zaznaczonym tylnym kątom, a krawędzi tylnej wyraźnie węższej niż największa szerokość jednej pokrywy. Powierzchnia przedplecza jest gładka, w tyle z dwoma dołkami przypodstawowymi, od zewnątrz odgraniczona od bocznych brzegów gładkimi żeberkami. Pokrywy mają dobrze zaznaczone, mocno punktowane rzędy, co najwyżej po jednym chetoporze (punkcie szczecinkowym) przytarczkowym i od jednej do czterech par chetoporów dyskalnych; pierwszy z chetoporów w trzecim międzyrzędzie leży za jego przednią ⅓, zwykle w połowie długości pokryw lub dalej. Skrzydła tylnej pary są w pełni wykształcone. Odnóża tylnej pary mają stopy o ostatnim członie porośniętym od spodu szczecinkami.

## Ekologia i występowanie
Owad rozmieszczony od nizin po góry. Zasiedla piaszczysto-ilaste lub szlamiste pobrzeża rzek i większych strumieni oraz zarośla wierzbowe. Postacie dorosłe aktywne są od wiosny do późnego lata i stanowią stadium zimujące. Są semizoofagami, polującymi na drobne bezkręgowce, zwłaszcza owady i ślimaki, ale uzupełniającymi dietę roślinami.
Gatunek palearktyczny, europejski, znany z Francji, Austrii, Włoch, Polski, Czech, Słowacji, Węgier, Rumunii, Bułgarii, Słowenii, Chorwacji, Bośni i Hercegowiny, Serbii, Czarnogóry, Albanii i Macedonii Północnej. Doniesienia o występowaniu w Polsce są nieliczne i pochodzą z drugiej połowy XIX wieku. W Austrii ograniczony jest do Karyntii, Styrii i Dolnej Austrii.